# Wizz Air
Wizz Air es una aerolínea de bajo coste húngara. Su sede está en Budapest (Hungría). Sus aeropuertos principales son el Aeropuerto Internacional de Katowice (la mayor base), Aeropuerto de Varsovia-Frédéric Chopin, Aeropuerto de Gdańsk-Lech Wałęsa en Polonia, Aeropuerto de Sofía en Bulgaria, Aeropuerto Internacional de Bucarest-Henri Coandă en Rumania, Aeropuerto Internacional de Budapest Ferihegy en Hungría, Aeropuerto de Belgrado-Nikola Tesla en Serbia y otros.

## Historia

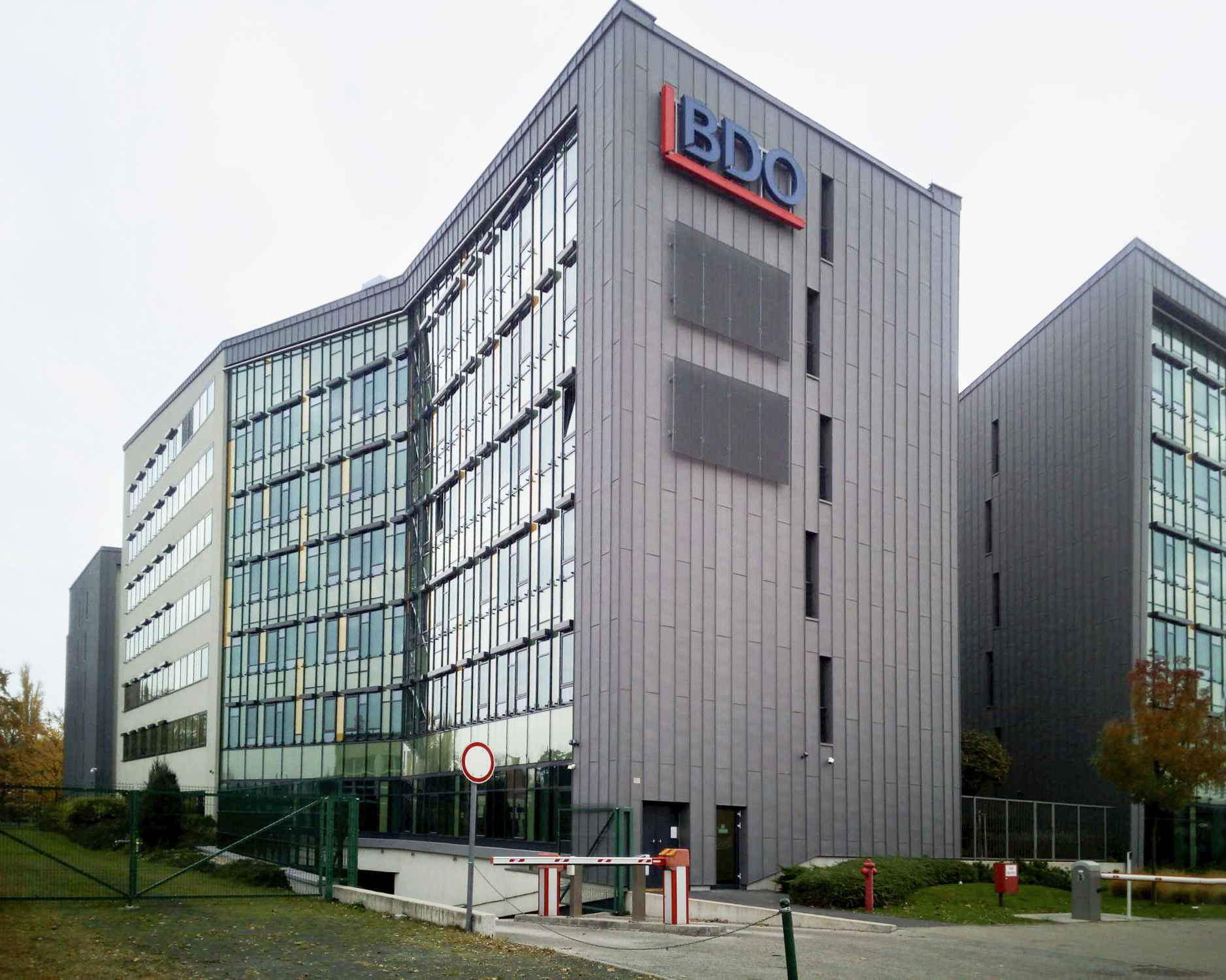
Laurus Offices Building B, la sede social de Wizz Air

La aerolínea Wizz Air se fundó en septiembre del año 2003. Su principal accionista es Indigo Partners, una compañía de fondos de inversión estadounidense especializada en el mercado del transporte. La aerolínea dio comienzo a sus operaciones el 19 de mayo de 2004 desde Katowice, 19 días después de la admisión de Polonia y Hungría como miembros de la Unión Europea.
Wizz Air Malta es una aerolínea de bajo coste y filial de la húngara Wizz Air.

## Flota

### Flota actual
A agosto de 2023, la flota de Wizz Air es la siguiente, con una edad media de 5,7 años:
| Airbus A320-232   | 20 | — | 180/186                                     | La mayoría equipados con sharklets.         |                                             |                                             |
| Airbus A321-231   | 31 | — | 230                                         | Equipados con sharklets.                    |                                             |                                             |
| Airbus A321-271NX | 36 | 6 | 239                                         |                                             |                                             |                                             |
| Airbus A330-243F  | 1  | — | Cargo                                       |                                             |                                             |                                             |
| Total             | 88 | 6 | 5,6 años promedio de flota (agosto de 2023) | 5,6 años promedio de flota (agosto de 2023) | 5,6 años promedio de flota (agosto de 2023) | 5,6 años promedio de flota (agosto de 2023) |

## Hubs

### Polonia
- Aeropuerto Internacional de Katowice
- Aeropuerto de Varsovia-Frédéric Chopin

### Hungría
- Aeropuerto Internacional de Budapest Ferihegy

### Rumanía
- Aeropuerto Internacional de Bucarest-Henri Coandă

## Aeropuerto y Red

Destinos de Wizz Air

Wizz Air negocia continuamente para ampliar su red de destinos y ofrecer transporte de bajo coste a y desde Europa Central y Oriental. En estos momentos, Wizz Air ofrece vuelos en 340 rutas dentro de Europa. La red se amplía constantemente y se introducen nuevos destinos. Wizz Air se compromete a obtener la base de menor gasto en la región, y la elección del aeropuerto es de una importancia crucial. Esta es la razón por la que Wizz Air, donde sea posible, opere en aeropuertos secundarios que ofrecen bajos costes, lo que se refleja en el precio y que ofrece un servicio al cliente agradable y rápido. Wizz Air negocia sin parar para establecer una red de operaciones en más aeropuertos para ofrecer transporte aéreo de bajo coste para Europa Central y Oriental.
El grupo Wizz Air está compuesto por 2 compañías aéreas: Wizz Air Hungary (WAH, el número de vuelo empieza por W6) y Wizz Air Ukraine (WAU, el número de vuelo empieza por WU).

## Incidentes de la aerolínea
- El 29 de noviembre de 2008, un A320-232, vuelo de Wizz Air con destino a Valencia despegó a las 18.40h del aeropuerto internacional Baneasa de Bucarest y realizó un aterrizaje de emergencia en el aeropuerto de Bucarest Henri Coanda, después de solo 12 minutos de vuelo. Se trataba de cuestiones técnicas que fueron reclamados por la tripulación después del despegue.
- El 13 de abril de 2009, un A320-232 de Wizz Air con 147 pasajeros a bordo, se vio obligado a realizar un aterrizaje de emergencia a los 20 minutos después del despegue, en el aeropuerto internacional de Traian Vuia en Timisoara, Rumanía. Los pilotos tomaron esta decisión debido a que el tren de aterrizaje de la aeronave ha quedado atascado en la posición abierta.
- El 29 de enero de 2010, a una aeronave Airbus A320-232 de Wizz Air, que tenía que despegar del aeropuerto de Baneasa con destino a Dortmund, se le apagó el motor durante el despegue, mientras que durante la facturación se hace referencia a un fallo técnico, de acuerdo con información publicada por la AFP.
- El 1 de diciembre de 2011, el vuelo Wizz Air con destino a Bergamo se vio obligado a regresar al aeropuerto Baneasa de Bucarest debido al desprendimiento de piezas del capó, según la televisión rumana Pro TV.
- El 8 de junio de 2013, el vuelo W6 3141 desde Bucarest (Henri Coanda) [6] hasta Roma (Ciampino), tuvo que aterrizar de emergencia en el aeropuerto Fiumicino de Roma. A bordo iban 165 pasajeros y 6 miembros de la tripulación, de acuerdo a la información proporcionada por la empresa. Los 165 pasajeros bajaron del avión por los toboganes de emergencia. Una de las ruedas del tren de aterrizaje antes de aterrizar pegado. El piloto, que fue a aterrizar en un aeropuerto más pequeño de Roma - Ciampino, solicitó aterrizar en Fiumicino, donde la pista es más larga. Se vio obligado a aterrizar con una rueda y un solo motor. Una vez detenido, el avión se inclinó a un lado. Bomberos, policías y carabineros llegaron rápidamente al lugar.

## Destinos dentro de España
- España

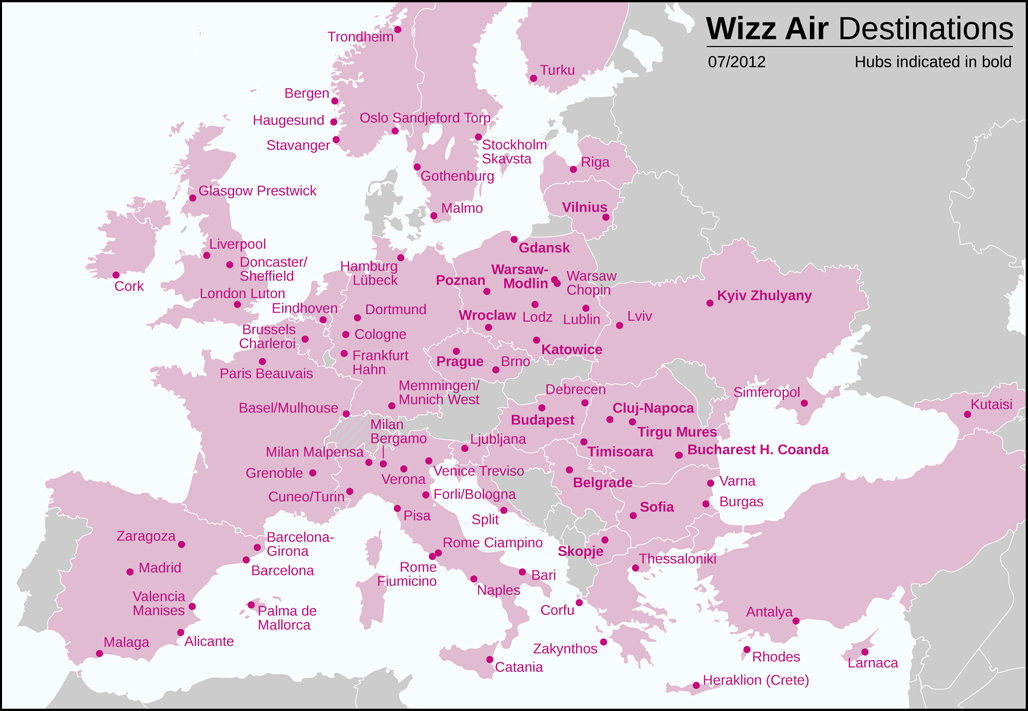
Destinos en Europa de Wizz Air.

  -  Alicante (Aeropuerto de Alicante-Elche)
  -  Bilbao (Aeropuerto de Bilbao)
  -  Barcelona (Aeropuerto de Barcelona)
  -  Fuerteventura (Aeropuerto de Fuerteventura)
  -  Ibiza (Aeropuerto de Ibiza) 
  -  Madrid (Aeropuerto de Adolfo Suárez Madrid-Barajas)
  -  Málaga (Aeropuerto de Málaga-Costa del Sol)
  -  Palma de Mallorca (Aeropuerto de Palma de Mallorca)
  -  Sevilla (Aeropuerto de Sevilla) Inicia el 4 de julio de 2020
  -  Valencia (Aeropuerto de Valencia)
  -  Zaragoza (Aeropuerto de Zaragoza)
  -  Castellón (Aeropuerto de Castellón)

## Nuevos destinos
Wizz Air ha añadido nuevas rutas desde/hacia Craiova, Sibiu, Constanţa, Târgu Mures, Timişoara y Cluj Napoca (Rumanía); Tel Aviv (Israel); Dubái (Emiratos Árabes Unidos), Madrid, Barcelona, Palma de Mallorca, Castellón, Alicante, Valencia y Málaga (España); Milán (Italia); Sciatos (Grecia); Londres (Reino Unido); Varsovia y Katowice (Polonia) y Budapest (Hungría).